# Bleke orchis
De bleke orchis (Orchis pallens) is een terrestrische orchidee die van nature in Europa voorkomt. Deze zeldzame soort is vooral te vinden in de bergen op kalkrijke bodems.
De bleke orchis is een van de weinige geelbloeiende Orchis-soorten, en ook de vroegstbloeiende. De plant bloeit al in april.

## Naamgeving enetymologie
- Synoniemen: Orchis sulphurea Sims (1825), Orchis pseudopallens K. Koch (1846)
- Nederlands: Bleke orchis, bleekgele orchis
- Frans: Orchis pâle
- Engels: Pale-flowered orchid
- Duits: Blasses Knabenkraut, Bleiches Knabenkraut

De botanische naam Orchis is van Oudgriekse herkomst, werd door Theophrastus gegeven en betekent teelbal, naar de dubbele wortelknol. De soortaanduiding pallens komt uit het Latijn en betekent bleek.

## Kenmerken

### Plant
De bleke orchis is een 14–40 cm hoge orchidee, die direct opvalt door zijn groene en gele kleuren. De planten staat meestal alleen of in kleine groepjes bij elkaar. De stengel en de bladeren zijn volledig groen. De bloeiwijze is een dichte, rijkbloemige cilinder- tot eivormige aar.
Het is een overblijvende, niet-winterharde plant (geofyt), die overwintert met twee ronde, ongedeelde wortelknollen.

### Bladeren
De plant heeft een grondstandig bladrozet met twee tot vier breed ovaal- tot omgekeerd eironde bladeren, glanzend lichtgroen en ongevlekt, en nog één of twee gelijkvormige bladeren hoger op de stengel.

### Bloemen

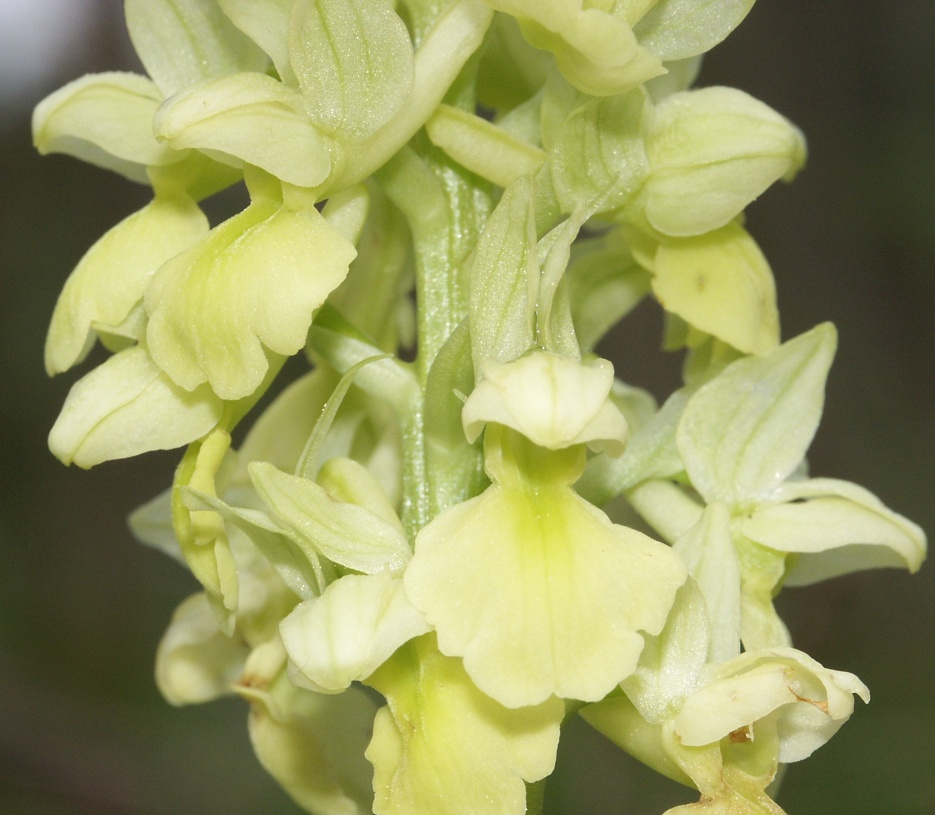
detail bloemen

De bloemen zijn bleek- tot helgeel, zonder enige tekening. De laterale kelkbladen of sepalen zijn opwaarts en naar buiten gedraaid, het middelste vormt samen met de laterale kroonbladen of petalen een helmpje. De lip is breder dan lang (tot 11 mm lang en 14 mm breed), ongedeeld tot zwak drielobbig, vlak of met licht teruggeslagen zijlobben. Het spoor is tot 14 mm lang, stomp, horizontaal of naar boven gebogen. De schutblaadjes zijn groen, doorzichtig en even lang als de bloemen.
De bloemen ruiken sterk en onaangenaam, met een geur die tussen vlierbloemen en kattenurine in ligt.
De bloeitijd is van april tot midden juni. De bloemen worden bestoven door insecten.

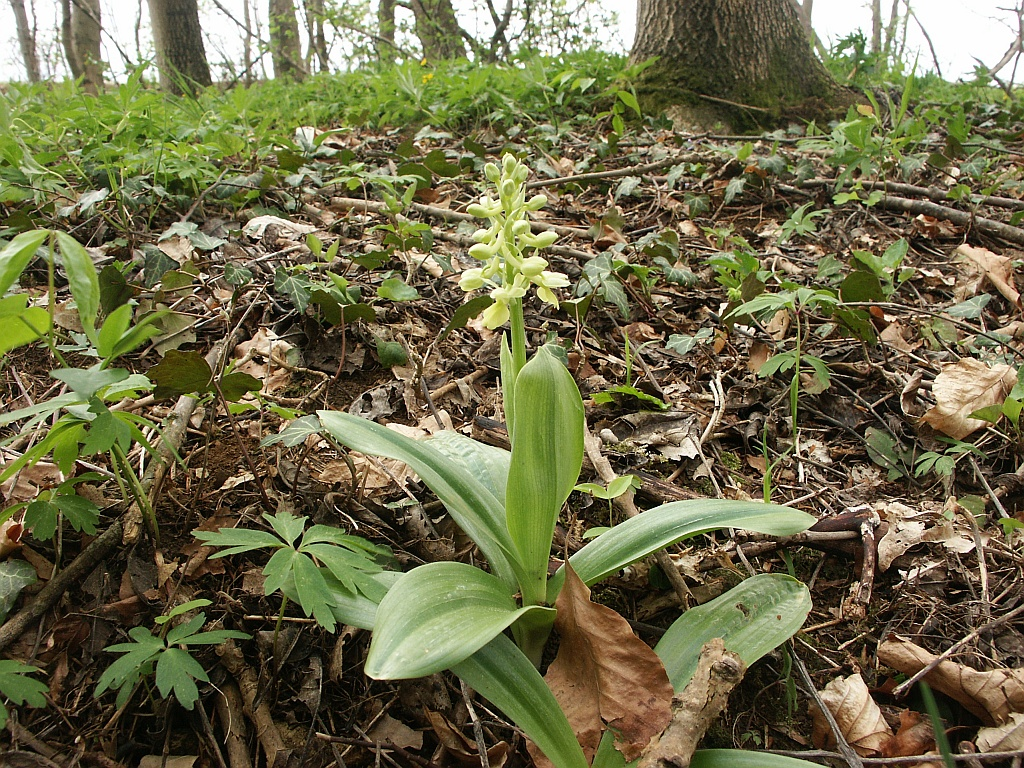
Bleke orchis in zijn habitat

## Habitat
De bleke orchis prefereert vochtige, humusrijke en kalkrijke bodems met lichte beschaduwing. Hij is te vinden in middelgebergtes tot 2000 m, in lichte loofbossen, open plaatsen tussen struiken, bosranden, kalkgraslanden en alpenweiden.

## Voorkomen
De bleke orchis komt voor in Europa vanaf Noord-Spanje in het westen, over Midden-Europa tot de Kaukasus en Klein-Azië in het oosten, maar overwegend in het Middellandse Zeegebied. De noordgrens van zijn verspreidingsgebied ligt in Midden-Duitsland, maar in Gotland (Zweden) is er nog een relictpopulatie te vinden.
Door zijn habitatvoorkeur en vroege bloeitijd is het echter overal een zeldzame soort die nog steeds achteruitgaat.

## Verwante en gelijkende soorten
De bleke orchis kan door zijn gele kleur en vroege bloei nauwelijks met andere orchideeën verward worden. Zijn verspreidingsgebied en habitat overlapt met dat van de vlierorchis (Dacylorhiza sambucina), maar deze bloeit later en heeft rode vlekjes op de lip. Ook de stippelorchis (O. provincialis) komt in dezelfde streek voor, maar in andere biotopen en ook deze heeft vlekken op de lip, en gevlekte bladeren.

## Bedreiging en bescherming
De bleke orchis is in heel Europa beschermd.
De belangrijkste bedreiging is het verdwijnen van zijn voorkeurshabitats door onder andere het wegvallen van houtkap, waardoor open plaatsen in het bos dichtgroeien, en door sterkere begrazing en vroeger maaien op de alpenweiden.
Verder worden de wortelknollen zeer begeerd door wilde zwijnen en dassen, en koude lentes maken dat de planten bevriezen en niet tot voortplanting komen.

## Bijzonderheden
De bleke orchis is in middelgebergtes de vroegst bloeiende soort. Een week na het verdwijnen van de sneeuw, verschijnt de plant al boven de aarde. Hij bloeit samen met onder andere het maarts viooltje (Viola odorata) en de gulden sleutelbloem (Primula veris).
Een veelvoorkomend gevolg van deze vroege bloeiperiode is dat de plant dikwijls last heeft van vorstschade aan de bladeren en bloemen, en dat de ontwikkeling van de vruchten onderbroken wordt.